# Laguna Curlandei

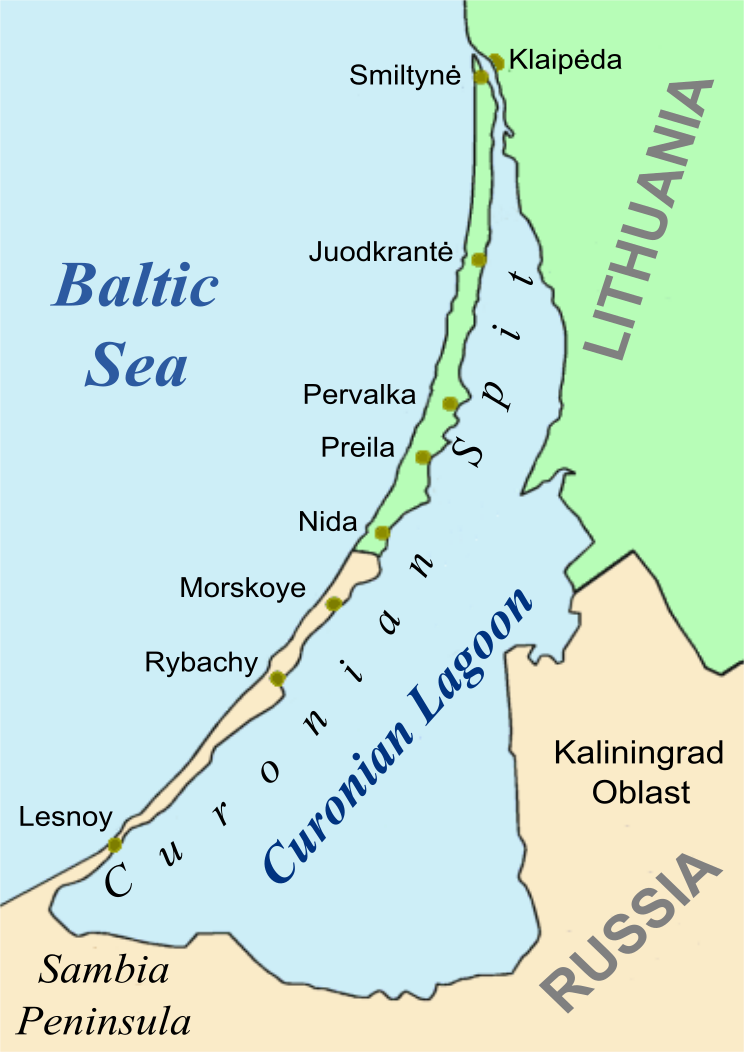
Cordonul litoral și Laguna

Laguna Curlandei (sau Golful; în rusă Куршский залив, în lituaniană Kuršių marios, în poloneză Zalew Kuroński, în germană Kurisches Haff) este separată de Marea Baltică de Cordonul litoral. Suprafața sa este 1.619 km2. Râul Neman furnizează aproximativ 90% din intrări; bazinul este format din aproximativ 100.450 kilometri pătrați în Lituania și Rusia, regiunea Kaliningrad din Rusia.

## Istoria omenirii

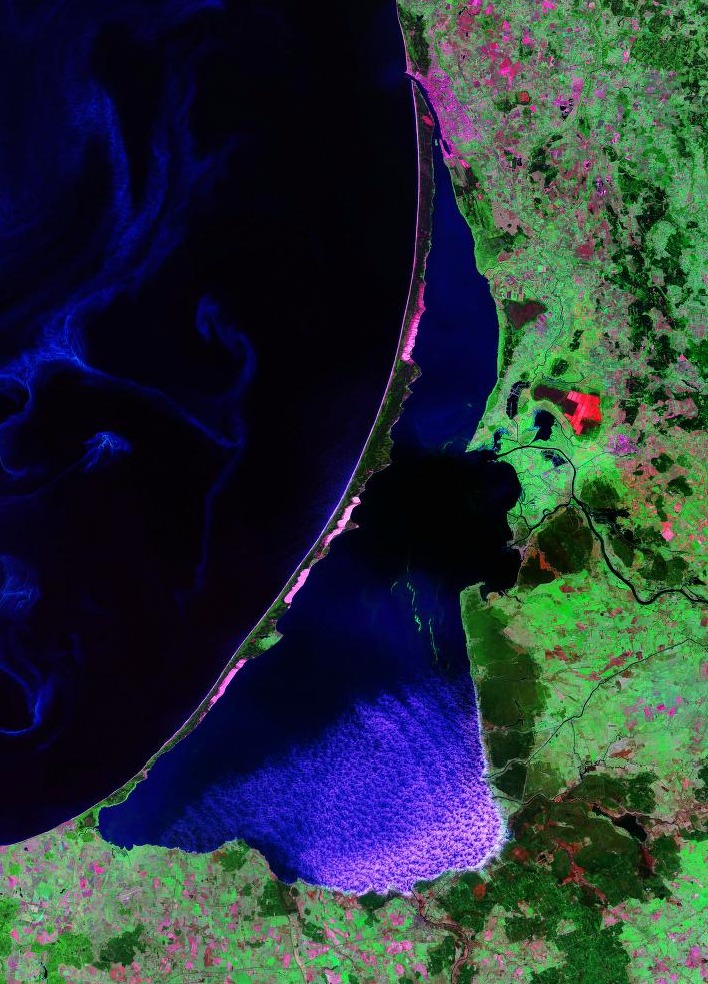
Fotografie Landsat

În secolul al XII-lea, zona din jurul lagunei făcea parte din terenurile ancestrale ale curlandienilor și ale vechilor prusaci. Mai târziu s-a învecinat cu regiunea istorică Lituania Mică. La capătul de nord al cordonului, există o trecere spre Marea Baltică, locul fiind ales de către cavalerii teutoni în 1252 pentru a înființa castelul Memelburg și orașul Memel — numit oficial Klaipėda în 1923-39, când teritoriul Memel a fost separat de Germania, și, din nou după 1945, când a devenit parte a RSS Lituaniană.
Ca frontieră interbelică nouă a fost ales râul care se varsă în laguna Curlandei lângă Rusnė (în germană Ruß). Partea de 120 km din Germania a fost numite die Memel de către Germani, în timp ce partea superioară situată în Lituania a fost cunoscută sub numele de Râul Nemunas. Granița a separat și peninsula din apropierea micuței stațiuni de vacanță Nida din Lituania (în germană Nidden); partea de sud a cordonului și laguna au rămas în Germania până în 1945.
Această frontieră rămâne astăzi ca graniță între Lituania și Rusia, ca și după al doilea război mondial, partea de sud a cordonului și partea din zona germană de sud a râului — compenentă a Prusiei Răsăritene cu orașul Königsberg situat în Sambia — au devenit parte a exclavei Rusiei numită regiunea Kaliningrad.

### Curlandieni

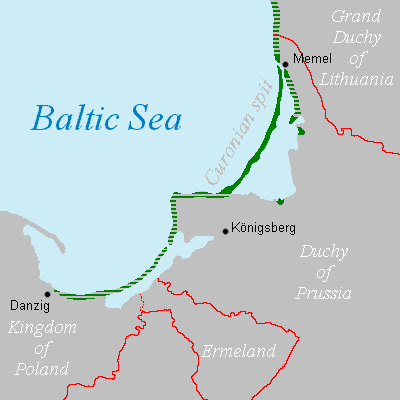
Zona populată Curlandiană în 1649

În timp ce astăzi curlandienii, de asemenea, cunoscuți sub numele de Kuršininkai, sunt un grup etnic baltic aproape pe cale de dispariție, care trăiesc de-a lungul Cordonului litoral al Curlandiei, în 1649 așezările Kuršininkai se întindeau de la Klaipėda până la Gdańsk. Kuršininkai au fost în cele din urmă asimilați de către germani, cu excepția cordonului litoral unde unii dintre ei trăiesc și astăzi. Kuršininkai au fost considerați letoni până după primul război mondial, când Letonia și-a câștigat independența față de Imperiul rus, considerație bazată pe argumente lingvistice. Acesta a fost motivul pentru care Letonia a cerut să intre în componența sa Coridorul litoralului, Klaipėda și alte teritorii din Prusia Răsăriteană, cereri la care a renunțat ulterior.

## Istorie naturală și ecologie
Laguna, formată acum aproximativ 7.000 de ani Î. hr, este clasificată ca apă salmastră. Apa are o adâncime medie de 3,8 metri. Există o foarte mare biodiversitate în lagună, deși destul de afectată de poluarea apei. În anii 2000 a fost confirmată prezența algelor.